# Musicologia

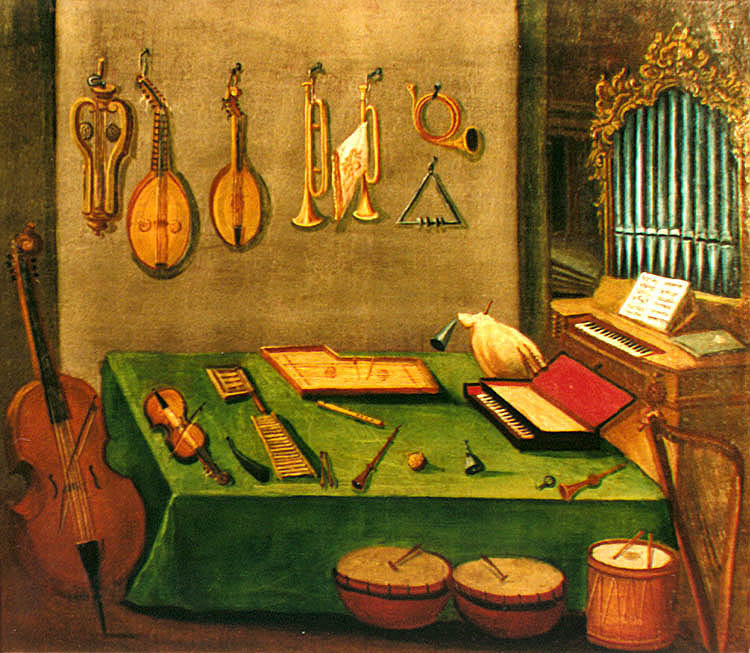
Pintura d'instruments de finals del de l'escola de Zlatá Koruna. A la paret hi ha diversos llaüts i instruments de metall. A l'esquerra hi ha un instrument tipus violoncel. Al mig, diversos tambors. A la dreta un petit orgue de tubs.

La musicologia és la disciplina científica que estudia els fenòmens relacionats amb la música, amb la seva evolució i amb la seva relació amb l'ésser humà i la societat. Un investigador que participa en la recerca musical és un musicòleg. La paraula prové del grec μουσική (mousikē), música, i λογία (-logia), raó, estudi.
Tradicionalment, la història de la música ha estat la branca predominant de la musicologia. Avui dia, aquesta n'és tan sols una de les diverses grans branques; les altres són l'etnomusicologia i la musicologia sistèmica. Així, l'etnomusicologia és l'estudi de la música dins el seu context cultural i la musicologia sistèmica inclou l'acústica musical, la ciència i tecnologia dels instruments acústics i les implicacions musicals de la fisiologia, la psicologia, la sociologia, la filosofia i la computació. També existeix la musicologia cognitiva que s'encarrega del conjunt de fenòmens que envolten el modelat computacional de la música. Com l'educació musical, la musicoteràpia és una forma especialitzada de musicologia aplicada que de vegades es considera més propera al camp de la salut.

## La disciplina musicològica
La musicologia és una disciplina de les ciències humanes que s'ajuda de recursos d'altres disciplines com són la història, la filosofia, l'antropologia, la psicologia, la sociologia, la neurociència, l'acústica, les matetmàtiques o les ciències de la informació per tal de fer les seves investigacions.
La musicologia té dues subdiciplines d'orientació pràctica que no parteixen de cap disciplina: la interpretació i la recerca i la teoria, anàlisis i composició de la música. Les disciplines veïnes de la musicologia són aquestes altres formes d'art, interpretació, ritual i comunicació, incloent-hi la història i la teoria de les arts visuals i plàstiques i l'arquitectura; la lingüística, la literatura i el teatre; la religió i la teologia i l'esport. El coneixement musical s'aplica a la medicina, l'educació i la musicoteràpia -- que, efecticament, són disciplines matriu de la musicologia aplicada.
Algunes corrents de la musicologia més recent defensen que la separació entre etnomusicologia i musicologia (històrica) ja no és vàlida. Perquè tant els objectes d'estudi com les metodologies i que tradicionalment s'han assignat a cascuna d'elles, es poden abordar des d'una mateixa visió aportant les dues disciplines eines útils per fer-ho.

## Branques de la musicologia

### Musicologia històrica
La musicologia històrica o història de la música se centre amb la composició, interpretació, recepció i crítica de la música al llarg del temps. Per exemple, amb la vida i obres d'un compositor, el desenvolupament dels estils i gèneres o les maneres d'interpretar en un temps i lloc determinat. Com en d'altres disciplines similars, diferents aproximacions i escoles de musicologia històrica posen èmfasi en diferents tipus d'obres musicals i aproximacions a la música. A més, el factor cultural/nacional també defineix les diferents aproximacions que se'n fa. Teòricament, la disciplina podria estudiar històricament qualsevol tipus de música. A la pràctica però, s'ha centrat sobretot en la música clàssica occidental; deixant la resta de pràctiques per l'etnomusicologia.
Els mètodes de la musicologia històrica inclouen l'estudi de les fonts (en especial dels manuscrits), la paleografia, la filologia (sobretot la crítica del text), la crítica de l'estil, la historigrafia (l'elecció del mètode històric), l'anàlisi musical (en general, per trobar "coherència interna" dins les obres) i la iconografia. L'aplicació de l'anàlisi musical per perseguir aquests objectius sol ser una part de la història musical, encara que l'anàlisi i desenvolupament de noves eines d'anàlisi musical és més probable que siguin vistes al camp de la teoria musical. Els historiadors musicals creen productes escrits, des d'articles en revistes que descriuen la seva recerca actual, noves edicions d'obres musicals, biografies de compositors i altres músics, llibres, i fins i tot textos de caràcter docent. Els historiadors de la música poden examinar detalladament diferents qüestions, per exemple la relación entre mots i musica per a les cançons d'un compositor determinar. Per una altra part, alguns investigadors tenen un punt de vista més ample, i tracten del lloc que ocupa un tipus de música determinat, com per exemple una simfonia a la societat, tot fent servir tècniques provinents d'altres camps (economia, socilogia o filosofia).

#### Nova musicologia
La nova musicologia és un terme aplicat des de final dels anys 80 del segle xx vers un gran camp de producció musicològica que emfatitzava l'estudi cultural, analític i crític de la música. Aquesta tasca es basa molts cops en el feminisme, estudis de gènere, la teoria queer o teories postcolonials, així com el treball desenvolupat per Theodor W. Adorno. Tot i que la nova musicologia va sorgir de la musicologia històrica, l'èmfasi en l'estudi cultural dins la música clàssica occidental la posiciona entremig de la recerca històrica, etnològica i social de la música.
La nova musicologia va ser una reacció contra la musicologia històrica tradiciona que, segons Susan McClary "declara fastidiosament els temes de significació musical fora dels limits legítims de l'acadèmia". Per la seva banda, Charles Rosen exposa que "estableix, igual que molts musicòlegs nous, un home de palla per derrocar, el dogma que la música no té sentit i cap significat polític o social". Avui dia, molts musicòlegs no fan distinció entre musicologia i new musicology, ja que, molta investigació ha adoptat aquesta vessant ideològica com a dominant i no es considera que el terme new ("nou" en anglès) sigui d'aplicació.

### Etnomusicologia
Article principal: Etnomusicologia
L'etnomusicologia, coneguda antigament com a musicologia comparada, és l'estudi de la música en el seu context cultural. Sovint es considera l'antropologia o l'etnografia de la música. Tot i que està més centrada en l'estudi de músiques no-occidentals, també inclou les occidentals des d'una perspectiva antropològica i sociològica, estudis culturals i sociologia així com altres disciplines en les ciències socials i humanitats. Alguns etnomusicòlegs porten a terme estudis històrics, però la majoria fan observació de llarga durada o combinen aproximacions etnogràfiques i històriques en el seu camp d'estudi. Pròxima a l'etnomusicologia és la branca emergent de la sociomusicologia.

#### Estudis de música popular
Els coneguts com estudis de música popular (o música moderna), van sorgir als anys 80 quan un nombre creixent de musicòlegs, etnomusicòlegs i altres tipus d'historiadors de la cultura d'Amèrica i Europa van començar a escriure sobre el passat i el present de les músiques modernes. La primera revista que s'hi va centrar va ser

### Musicologia sistèmica o teòrica
La teoria musical és un camp d'estudi que descriu els elements de la música i inclou el desenvolupament i aplicació de mètodes per la composició i l'anàlisi de la música mitjançant tant la notació com, de vegades, el so mateix. Una persona que estudia o exerceix la disciplina és conegut com a teòric musical.
Alguns teòrics intenten explicar les tècniques que els compositors utilitzen per mitjà de l'establiment de normes o patrons. D'altres modelen l'experiència de sentir o tocar música. Encara que és extremadament diversa en els seus interessos i objectius, a molts dels teòrics musicals occidentals els uneix la creença que l'acte de compondre, interpretar i escoltar música s'ha d'explicar a un gran nivell de detall (això, oposant-se a la concepció d'expressió musical com a infalible fundamentalment excepte en els sons musicals).
Generalment, les obres de teoria musical són desciptives i prescriptives, intentat definir la interpretació i influenciar-ne la futura. Així, la teoria musical sol estar darrere la pràctica musical però també apunta cap a exploracions futures, la composició i la interpretació.
Els músics estudien teoria musical per entendre les relacions estructurals en la música (quasi sempre la anotada). Els compositor estudien teoria musica per entendre com produir efectes o estructures per les seves pròpies obres. Aquest també han d'estudiar-la per guiar les seves decisions abans i durant la composició. Resumint, la teoria musical a Occident se centra en l'harmonia i el contrapunt i després els utilitza per explicar l'estructura musical a gran escala i la creació de la melodia.

### Psicologia de la música
Articles principals: Psicologia de la música, Musicologia cognitiva, Neurociència cognitiva de la música i Musicoteràpia

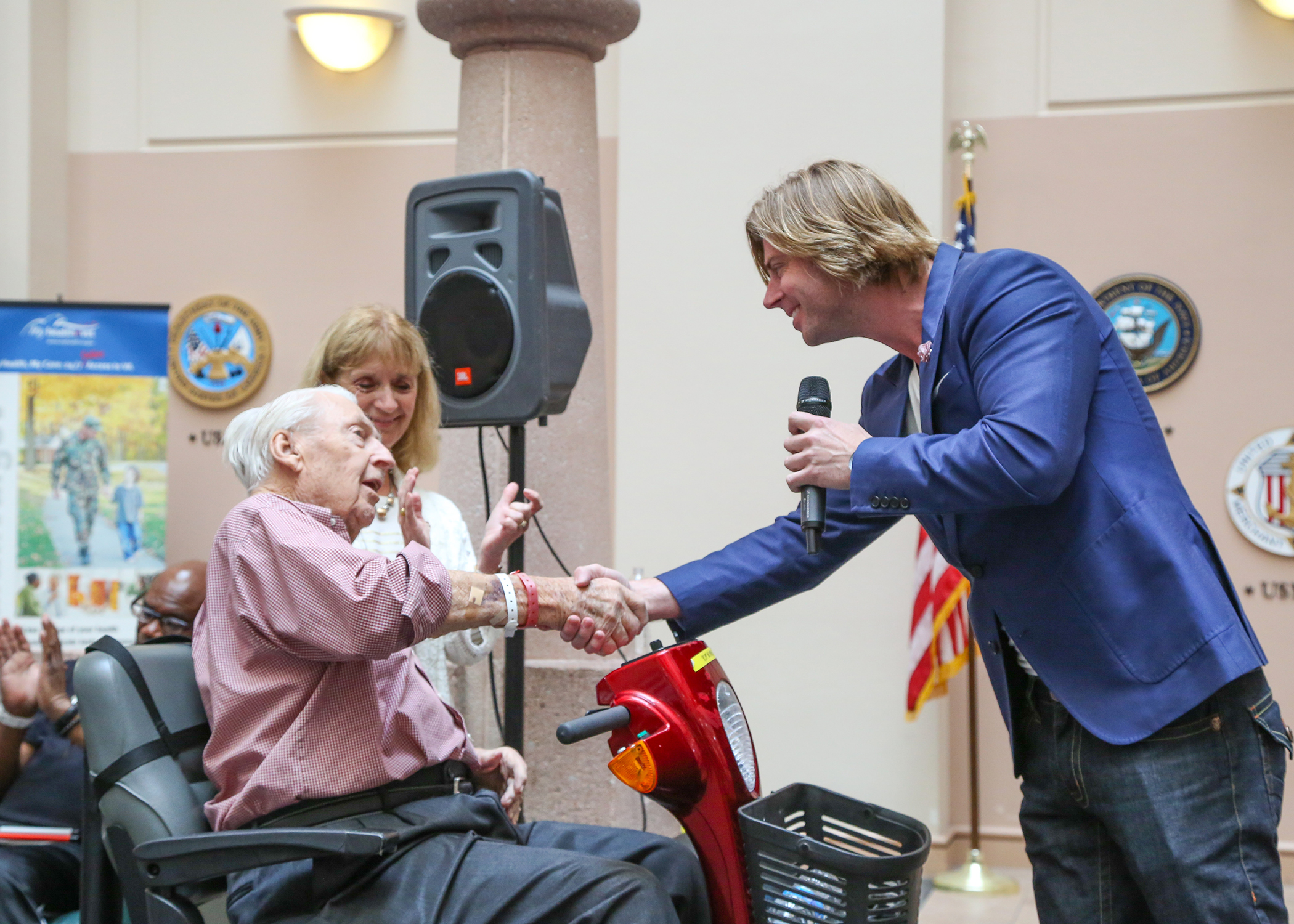
Teràpia musical en una residència de veterans a Florida.

La psicologia musical s'aplica al contingut i mètodes de totes les disciplines de la psicologia (percepció, cognició, motivació, etc.) utilitzades per entendre com la música es crea, es percep, s'hi respon i s'incorpora a la vida diària dels individus i societats. Les seves branques principals inclouen la musicologia cognitiva, que emfatitza l'ús de models computacionals per les habilitats musicals humanes i la cognició; i la cognició neurocientífica de la música, que estudia la manera que la música es percep i es produeix es manifesta en el cervell utilitzant les metodologies de la neurociència cognitiva. Tot i que els aspectes d'aquest camp poden ser altament teòrics, molta de la psicologia musical moderna aposta per optimitzar les pràctiques i professions de la interpretació, composició, educació i teràpia musical.

### Recerca artística
La pràctica interpretativa dibuixa moltes de les eines de la musicologia històrica per respondre preguntes específiques de com la música s'interpretava en diversos llocs en diversos temps del passat. Tot i que prèviament sols s'emprava en la música antiga, recentment la recerca en la pràctica interpretativa ha abraçat qüestions com la història primerenca dels enregistraments va afectar l'ús del vibrato a la música clàssica.
Dins la disciplina de la musicologia, la pràctica interpretativa tendeix a emfatitzar la recollida i síntesi d'evidències sobre com la música s'havia d'interpretar. Així mateix, aprendre com cantar o tocar un instrument històric és normalment una part de qualsevol ensenyament interpretatiu. Però, molts reputats investigadors en pràctica interpretativa són alhora músics excelents.
La recerca en interpretació musical (o la ciència de la interpretació musical) està fortament associada amb la psicologia musical. Preten documentar i explicar els detalls psicològics, fisiològics, sociològics i culturals de com la música s'interpreta actualment (més que com s'hauria d'interpretar). L'aproximació a la recerca tendeix a ser sistemàtica i empírica i, també, a implicar la recollida i anàlisi tant de dades quantitatives com qualicativa. Les descobertes poden ser aplicades a l'educació musical.

## La història

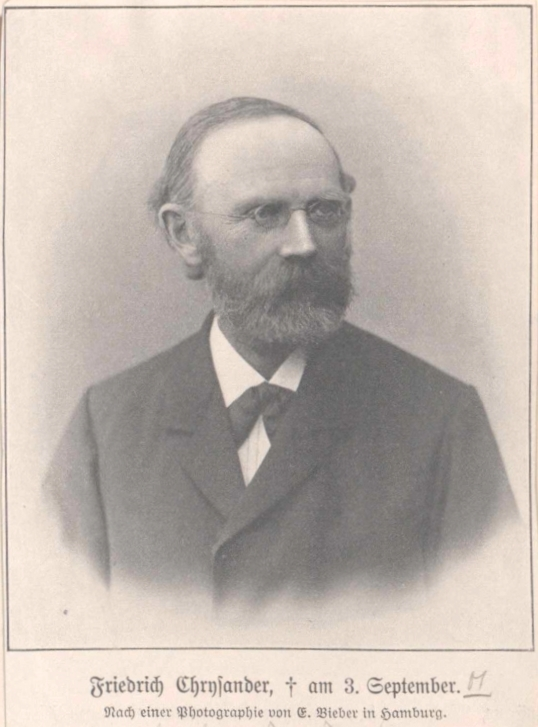
Friedrich Chrysander

Fins a la segona meitat del segle xix, l'estudi de la música estava consideranta no com una disciplina independent sinó com a part d'un coneixement general que donava respostes teòriques a qüestions musicals concrets. El 1863 el teòric alemany Friederich Chrysander va ser el primer en proposar que la musicologia s'havia de tractar com una ciència per si sola, al mateix nivell que d'altres disciplines científiques. Ell va ser el que va crear el terme musicologia (en alemany musikwissenschaft). Des d'aquest punt de vista, l'objectiu principal de la musicologia seria la sistematització dels coneixements relatius a la música, aplicant el mètode científic i la relació del fet musical amb altres àrees del coneixement com la matemàtica,la física, la psicologia, la sociologia, l'antropologia i la lingüística, entre d'altres.
Des de llavors, la musicologia va començar a consolidar-se com una disciplina acadèmica diferenciada, marcada per l’aplicació de mètodes científics i l’interès per l’estudi crític de la música. Aquesta època va veure l’auge dels estudis històrics i l’edició de partitures, impulsada per figures com Guido Adler, una altra figura rellevant en el naixement d'aquests estudis. Adler va proposar una divisió metodològica entre la musicologia històrica i la sistemàtica, que incloïa aspectes com la teoria, l’acústica i l’etnomusicologia.
Durant el segle xx, la musicologia es va diversificar i expandir en resposta als avenços tecnològics i als canvis culturals. La invenció del gramòfon i altres tecnologies d’enregistrament van permetre estudiar músiques orals i tradicionals, donant lloc al desenvolupament de l’etnomusicologia com a subdisciplina autònoma, liderada per investigadors com Béla Bartók i Alan Lomax. Paral·lelament, els estudis de música occidental es van enriquir amb l’aplicació de perspectives analítiques derivades de la semiòtica, la teoria crítica i el marxisme, amb contribucions de figures com Theodor W. Adorno.
En la darrera part del segle, l’impacte dels estudis culturals i les ciències socials va transformar la musicologia. Es van començar a investigar temes com la política de gènere, la relació entre la música i el poder, i la recepció cultural. L’aparició de la “nova musicologia”, encapçalada per musicòlegs com Susan McClary i Joseph Kerman, va qüestionar els paradigmes tradicionals i va promoure un enfocament interdisciplinari, integrant perspectives feministes, postcolonials i de teoria queer. Ja entrats en el segle xxi, la musicologia ha aprofitat les eines digitals per abordar l’anàlisi musical amb noves metodologies quantitatives. La musicologia digital permet la creació de bases de dades massives, la visualització de xarxes musicals i la simulació d’interpretacions històriques. També han guanyat rellevància camps com l’ecocriticisme musical i la investigació de la música en contextos globals, responent a la creixent interconnexió cultural del món contemporani.

## Iniciadors de la musicologia a Catalunya
- Felip Pedrell
- Higini Anglès
- Josep M. Llorens
- Miquel Querol
- Josep Romeu
- Baltasar Samper
- Josep Subirà
- Joan Tomàs

## On estudiar musicologia als Països Catalans

### Catalunya
- Escola Superior de Música de Catalunya
- Universitat Autònoma de Barcelona

### País Valencià
- Conservatori superior de música "Óscar Esplá" d'Alacant
- Conservatori superior de música "Joaquín Rodrigo" de València

### Illes Balears
- Conservatori Superior de Música de les Illes Balears